# Calea ferată Siculeni–Gheorgheni
Calea ferată Siculeni–Gheorgheni este o cale ferată principală în România. Ea traversează o creastă a Carpaților Orientali, urmând cursul superior al râurilor Olt și Mureș.

## Istoric
Calea ferată Siculeni–Gheorgheni a fost construită la începutul secolului al XX-lea, pe teritoriul Ungariei din componența Imperiului Austro-Ungar. După punerea în funcțiune a căii ferate de la Sfântu Gheorghe spre Adjud (din România) au trebuit să fie deschise legături către alte zone din estul Transilvaniei. Localitatea Gheorgheni (în maghiară Gyergyószentmiklós) era un important centru al industriei de prelucrare a lemnului și trebuia să profite din punct de vedere economic de o legătură de cale ferată.
Având în vedere relieful muntos al zonei s-a decis să se înceapă o nouă linie din Siculeni (în maghiară Madéfalva) pe valea Oltului. De aici, a fost construită o cale ferată spre nord. În apropierea localității Izvoru Mureșului (în maghiară Marosfő) au trebuit depășite mari diferențe de nivel; aici calea ferată traversează creasta de vest a Carpaților Orientali între Munții Harghita și Munții Gurghiu. La 5 decembrie 1907 a fost finalizat acest traseu feroviar.
La sfârșitul primului război mondial, Transilvania a devenit parte componentă a României, iar căile ferate din Transilvania au fost preluate de compania feroviară română de stat CFR. În urma Dictatului de la Viena (1940), teritoriul Transilvaniei a fost împărțit între România și Ungaria, iar acest traseu feroviar a trecut temporar pe teritoriul Ungariei. În 1944 calea ferată a redevenit românească.

## Situație actuală
Calea ferată Siculeni–Gheorgheni este cu linie simplă, dar electrificată. Pe aici trec zilnic mai multe trenuri accelerate de la Brașov spre Satu Mare sau în direcția opusă. De asemenea, prezintă importanță și pentru traficul de mărfuri. 